# Santiago Ortiz Nuñez
Santiago Ortiz Núñez ( 1957 ) es un botánico y profesor español,.
Es catedrático de botánica, en el Departamento de Botánica, Facultad de Farmacia, Universidad de Santiago de Compostela Campus Sur; desarrollando actividades científicas en corología de plantas vasculares y conservación de los recursos fitogenéticos. Ha colaborado por años con la publicación de Flora iberica.

## Algunas publicaciones

### Libros
- santiago Ortiz Núñez. 1987. Series de vegetación y su zonación altitudinal en el macizo de Pena Trevinca y Serra do Eixo. Ed. Universidad, Facultad de Biología, 28 pp. ISBN 8439896751, ISBN 9788439896753

## Honores
- Coeditor de Collectanea Botanica'[4]
- La abreviatura «S.Ortiz» se emplea para indicar a Santiago Ortiz Nuñez como autoridad en la descripción y clasificación científica de los vegetales.[5]